# السوسن الأصفر (مسرحية)
السوسن الأصفر (بالإنجليزية: The Yellow Iris)‏ اسم مسرحية إذاعية من إنشاء أجاثا كريستي بُثَّت على بي بي سي يوم الثلاثاء 2 نوفمبر 1937. واستند على القصة القصيرة السوسن الأصفر من إنشاء أجاثا كريستي

## طاقم التمثيل
- أنطوني هولز بدور هيركيول بوارو
- سيدني كيث بدور بارتون راسيل
- إيفلين نيلسون بدور بولين ويثيربي
- دينو جالفاني بدور لويجيء ميتر هوتيل
- فرانك درو بدور أنطوني تشابيل
- مارتيتا هانت بدور السنيورة لولا فالديز
- بيتر سكوت بدور ستيفن كارتر
- برنارد جوكس بدور النادل